# Chromatomyia aragonensis
Chromatomyia aragonensis este o specie de muște din genul Chromatomyia, familia Agromyzidae, descrisă de Griffiths în anul 1967.
Este endemică în Spania. Conform Catalogue of Life specia Chromatomyia aragonensis nu are subspecii cunoscute.